# Steinbrücke 14 (Quedlinburg)

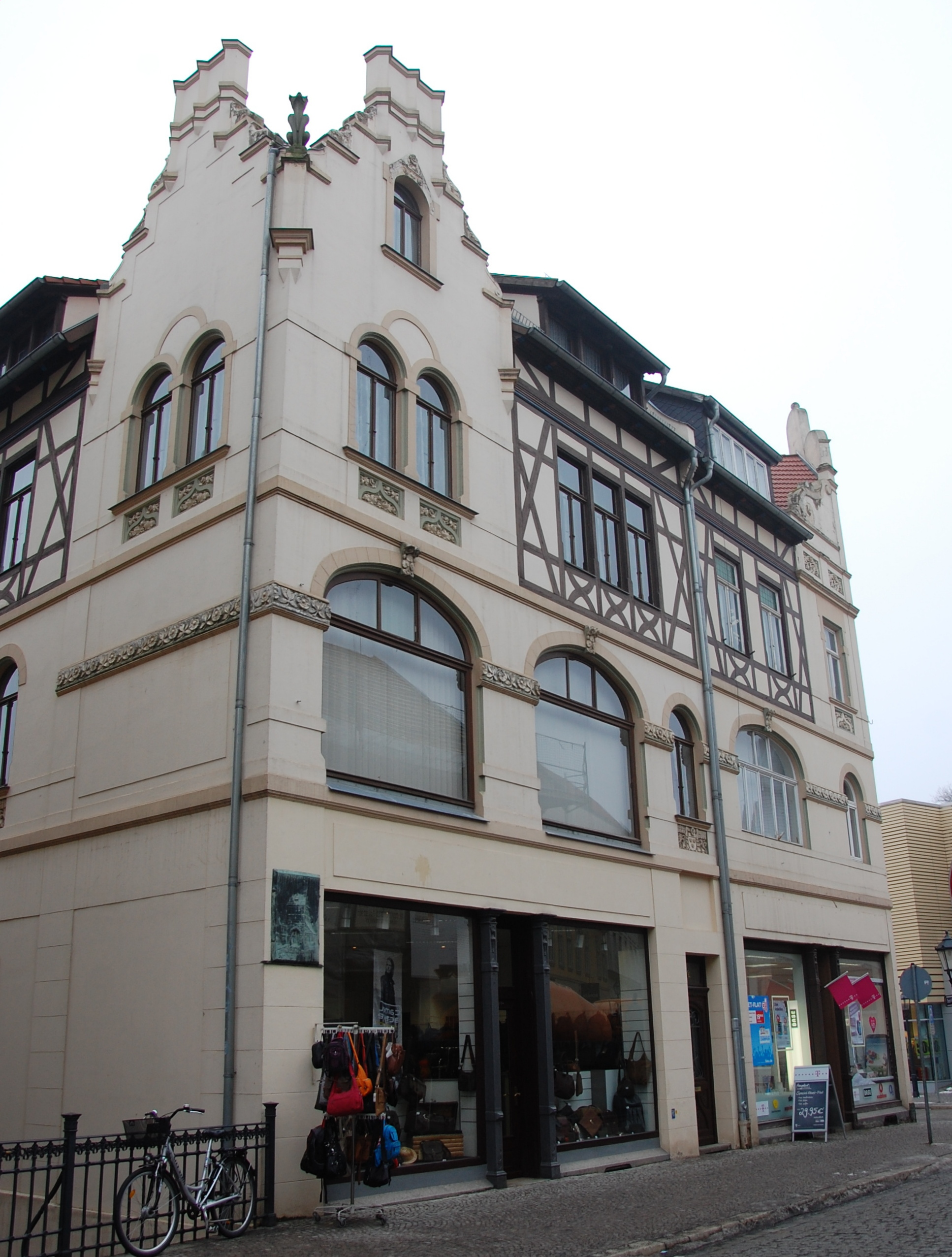
Haus Steinbrücke 14

Das Haus Steinbrücke 14 ist ein denkmalgeschütztes Gebäude in der Stadt Quedlinburg in Sachsen-Anhalt.

## Lage
Es befindet sich südlich des Quedlinburger Marktplatzes, östlich der Einmündung der Carl-Ritter-Straße auf die Steinbrücke in einer Ecklage. Östlich des Hauses fließt der Stiefelgraben. Im Quedlinburger Denkmalverzeichnis ist es als Wohn- und Geschäftshaus eingetragen. 

## Architektur und Geschichte
Vor 1900 befand sich an dieser Stelle ein großes dreigeschossiges Fachwerkhaus, das dann im Zuge einer Verbreiterung der Straße abgerissen wurde. Das heutige dreigeschossige Gebäude entstand in der Zeit um 1900/1905 als Doppelhaus. Es ist im Jugendstil mit historistischen Elementen gestaltet. Im zweiten Obergeschoss befindet sich ein Zierfachwerk. Darüber hinaus bestehen Stuckreliefs. Die Ecksituationen werden durch Giebelaufsätze betont.
Hofseitig befinden sich Fachwerkgebäude aus dem 18. und 20. Jahrhundert.